# Mission (Dacota do Sul)
Mission é uma cidade localizada no estado norte-americano de Dakota do Sul, no Condado de Todd.

## Demografia
Segundo o censo norte-americano de 2000, a sua população era de 904 habitantes.
Em 2006, foi estimada uma população de 971, um aumento de 67 (7.4%).

## Geografia
De acordo com o United States Census Bureau tem uma área de
1,5 km², dos quais 1,5 km² cobertos por terra e 0,0 km² cobertos por água. Mission localiza-se a aproximadamente 781 m acima do nível do mar.

## Localidades na vizinhança
O diagrama seguinte representa as localidades num raio de 28 km ao redor de Mission.